# Polyamblyodon
Polyamblyodon är ett släkte av fiskar. Polyamblyodon ingår i familjen havsrudefiskar.
Kladogram enligt Catalogue of Life:
| Polyamblyodon | \| \| Polyamblyodon germanum \| \| \| \| \| \| Polyamblyodon gibbosum \| \| \| \| |
|               | \| \| Polyamblyodon germanum \| \| \| \| \| \| Polyamblyodon gibbosum \| \| \| \| |
|               | Polyamblyodon germanum                                                            |
|               |                                                                                   |
|               | Polyamblyodon gibbosum                                                            |
|               |                                                                                   |